# 阿纳斯塔西娅·克列斯托娃
阿纳斯塔西娅·弗拉基米罗夫娜·克列斯托娃（俄语：Анастасия Владимировна Крестова，1996年1月31日—），哈萨克斯坦女子短道速滑运动员，2017年冬季世界大学生运动会女子3000米接力铜牌得主、2017年亚洲冬季运动会女子3000米接力铜牌得主。